# 多型 (结晶学)
多型（polytypism），是一种元素或化合物以两种或两种以上层状结构存在的现象。这些晶体结构单元层基本上相同，但叠加顺序不同，因此构成不同的多型变体。
多型可以被看作一种特殊的一维形式的同质多象，不同多型变体在平行层方向上的结构几乎没有变化，而只在垂直层的方向上出现结构差异。虽然多型可被视为特殊形式的同质多象，但与同质多象不同的是，不同多型变体的化学成分基本相同，原子配位也大差不差，差异仅在结构单元层的叠加顺序，所以同一物质的各种多型通常被定为同一矿物种。

## 形成
堆积层错被视为多型形成的主要原因，其它重要因素还有热力学因素，温度、压力、介质等。

## 多型矿物
- 云母
- 碳硅石
- 石墨
- 辉钼矿
- 绿泥石

## 应用
多型有助于探讨矿物的成因。
3R型石墨多型变体的原子排列接近于金刚石，常用于合成金刚石。